# Indusium (Geologie)
| ❮ | System    | Serie       | Stufe     | ≈ Alter (mya) |
| ❮ | später    | später      | später    | jünger        |
| - | --------- | ----------- | --------- | ------------- |
| ❮ | T r i a s | Obertrias   | Rhaetium  | 201,3 ⬍ 208,5 |
| ❮ | T r i a s | Obertrias   | Norium    | 208,5 ⬍ 228   |
| ❮ | T r i a s | Obertrias   | Karnium   | 228 ⬍ 235     |
| ❮ | T r i a s | Mitteltrias | Ladinium  | 235 ⬍ 242     |
| ❮ | T r i a s | Mitteltrias | Anisium   | 242 ⬍ 247,2   |
| ❮ | T r i a s | Untertrias  | Olenekium | 247,2 ⬍ 251,2 |
| ❮ | T r i a s | Untertrias  | Indusium  | 251,2 ⬍ 251,9 |
| ❮ | früher    | früher      | früher    | älter         |

Das Indusium (zum Teil auch Induum, Induium, Indus-Stufe) ist in der Erdgeschichte die erste bzw. unterste chronostratigraphische Stufe der Untertrias und damit der Trias überhaupt und des Mesozoikums. Die Stufe begann geochronologisch vor etwa 251,9 Millionen und endete vor etwa 251,2 Millionen Jahren und dauerte damit ca. 1 Million Jahre. Sie löst das Changhsingium, die oberste Stufe des Perm ab; auf das Indusium folgt das Olenekium. Regional wird es in die Unterstufen Griesbachium und Dienerium untergliedert. Das Indusium war früher zusammen mit dem Olenekium ein Teil der Skyth-Stufe (Skythium), die jedoch keine offiziell anerkannte internationale Stufe mehr ist und nur noch regional (zum Beispiel in den Alpen) benutzt wird.

## Namensgebung und Geschichte
Die ursprüngliche Typlokalität liegt in der Salt Range (Punjab), am Oberlauf des Flusses Indus, der hauptsächlich durch Pakistan fließt; davon ist der Name abgeleitet. Der Name wurde von Kiparisova und Popov im Jahre 1956 vorgeschlagen. Der international anerkannte GSSP liegt jedoch im Kreis Changxing in der Provinz Zhejiang in China.

## Definition und GSSP
Der Beginn der Stufe wird mit dem Erstauftreten der Conodonten-Art Hindeodus parvus und dem Ende der negativen Kohlenstoff-Anomalie nach dem Höhepunkt des oberpermischen Massenaussterbens definiert. Das Erstauftreten der Ammoniten-Art Meekoceras gracilitatis markiert das Ende der Stufe.

## Untergliederung
Trotz der vermutlich sehr kurzen absoluten Dauer der Stufe kann das Indusium im borealen Bereich in fünf, im tethyalen Bereich in vier Ammonitenzonen untergliedert werden.